# Acarapé
Acarapé är en kommun i Brasilien.   Den ligger i delstaten Ceará, i den östra delen av landet, 1 600 km nordost om huvudstaden Brasília. Antalet invånare är 15 337. Arean är 155 kvadratkilometer.
Terrängen i Acarapé är kuperad åt sydväst, men åt nordost är den platt.
Omgivningarna runt Acarapé är huvudsakligen savann. Runt Acarapé är det ganska tätbefolkat, med 172 invånare per kvadratkilometer.